# 星光大道吉隆坡城中城商圈

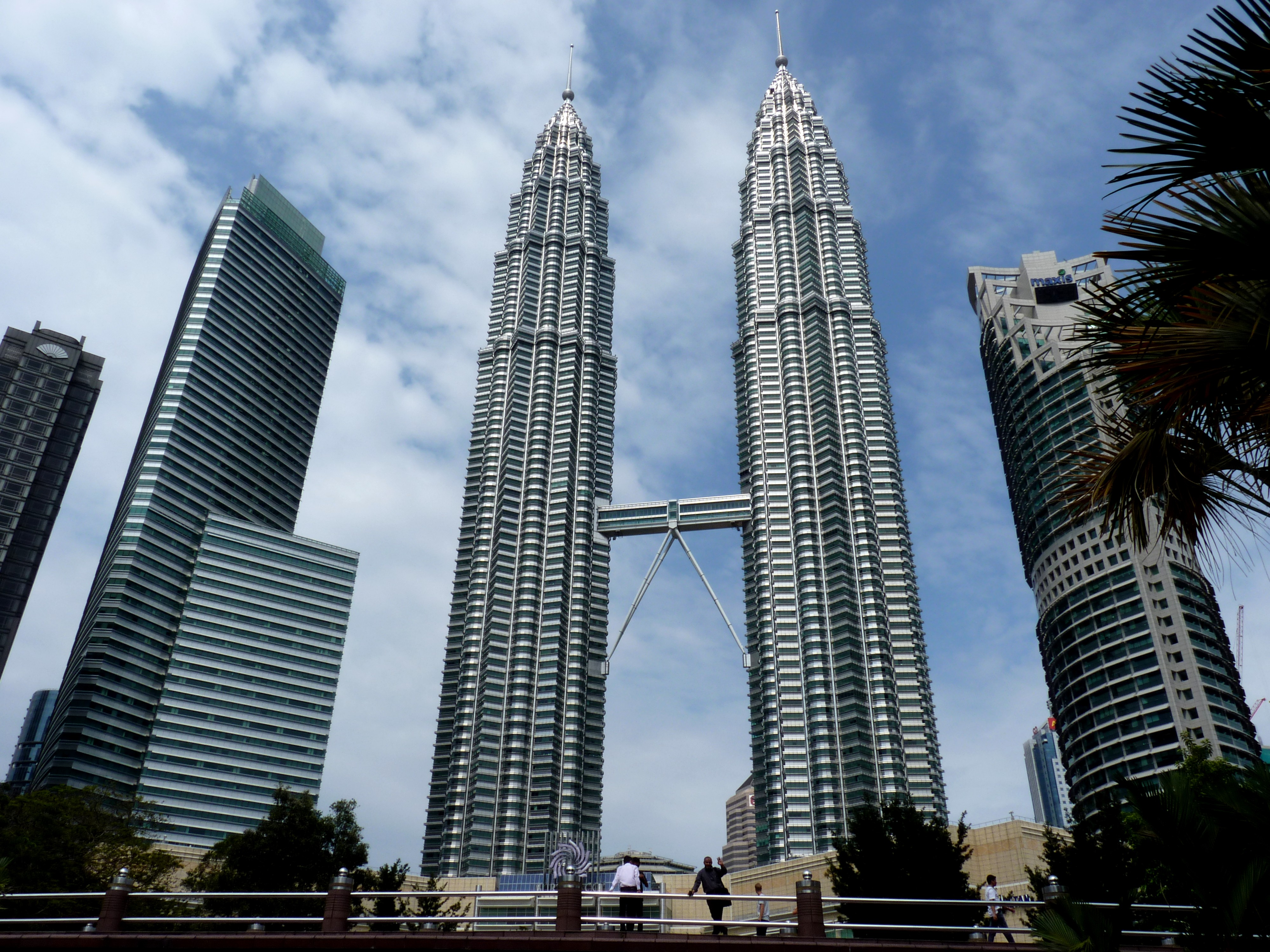
吉隆坡城中城的地標：勘探大廈、國油雙峰塔 明訊大廈

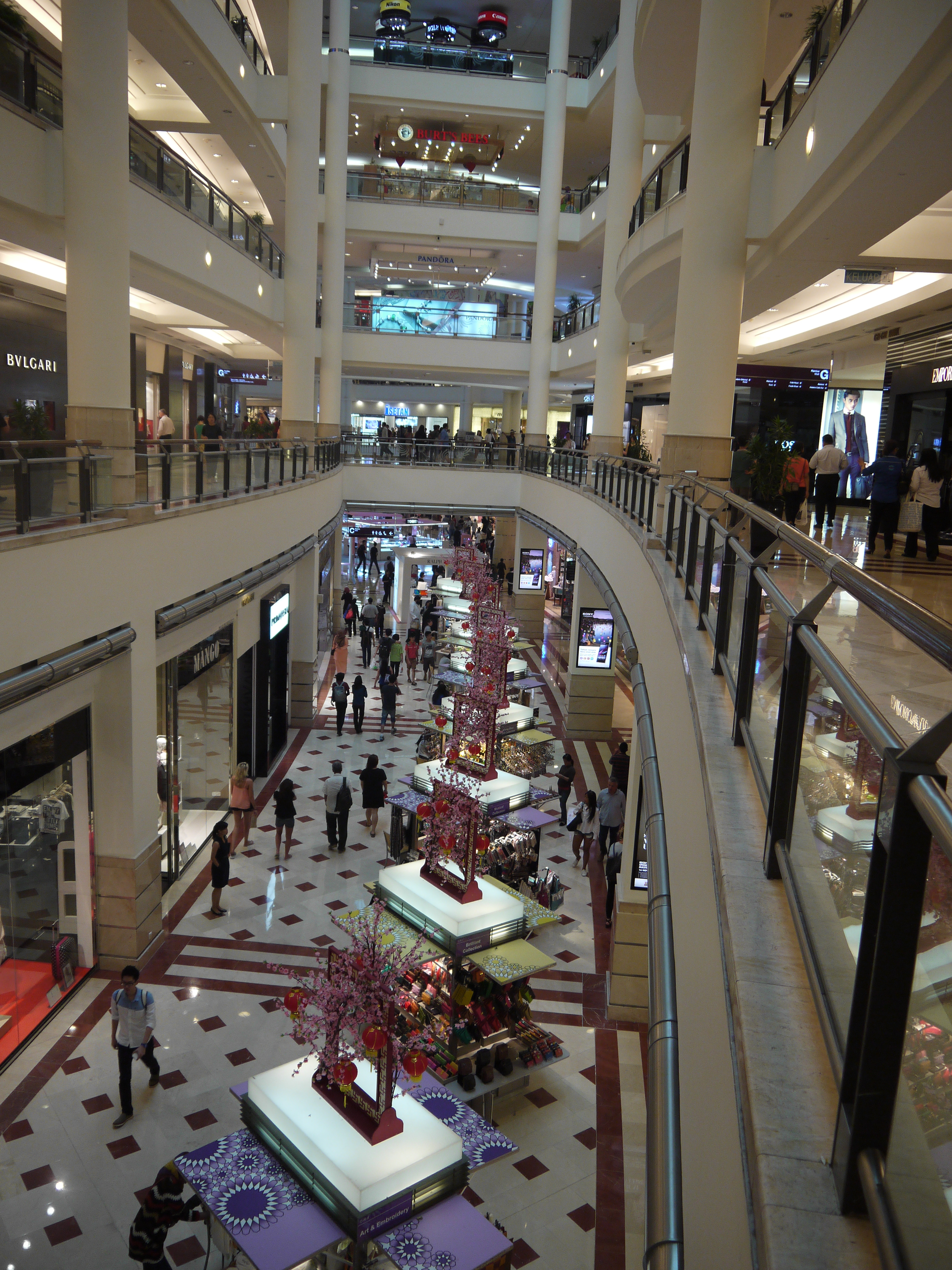
陽光廣場的中庭

星光大道吉隆坡城中城商圈（BBKLCC）是吉隆坡兩大購物商圈——武吉免登（Bukit Bintang）與吉隆坡城中城（KLCC）的合稱，這兩個商圈是馬來西亞最多購物中心、酒店及商辦大樓的集中之地，也是吉隆坡主要的觀光景點，每日有許多上班族、購物者及遊客在這兩地進出。在2012年1月，銜接這兩大商圈的城中城－武吉免登空橋系統落成後，為促進遊客前往兩地消費，馬來西亞觀光局與兩地13個購物廣場、酒店等單位，在2012年2月一同成立武吉免登-城中城旅遊協會（BBKLCC），期望兩個商圈在同一協會的主導下，可以共同舉辦活動、制定統一的管理措施及分享資訊，將吉隆坡打造成為購物天堂。
城中城－武吉免登空橋系統是推動武吉免登和城中城結盟的主要契機，這兩大商圈的距離雖然不遠，因為沒有直接通往兩地的捷運系統，加上當時吉隆坡公車的不完善設計，因此消費者不太會選擇在當日來往這兩個商圈，對於短期觀光的遊客而言，都會選擇雙峰塔所在的城中城商圈而忽略了武吉免登。隨著空橋系統的啟用，遊客可以輕易來往這兩大商圈，而不受交通和天氣問題所困擾。

## 重要景點

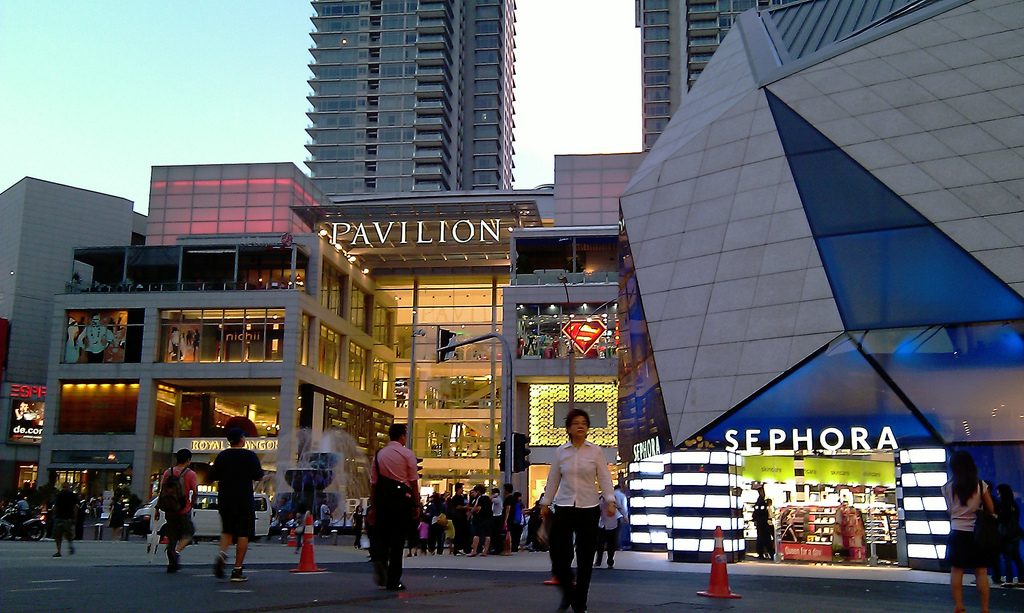
武吉免登的繁華景象

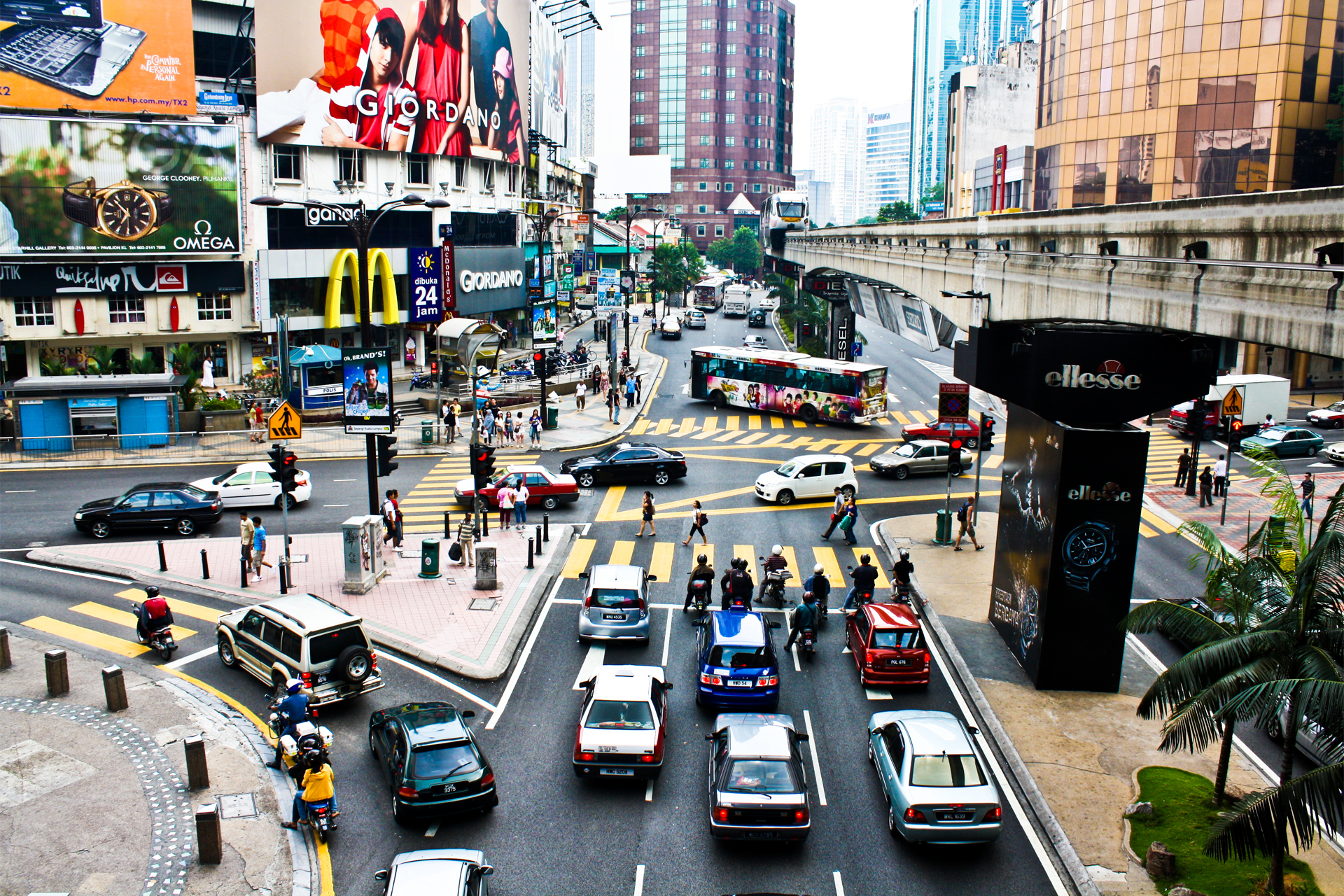
武吉免登的繁華景象

### 武吉免登
購物中心：
- 柏威年廣場
- 升禧廣場 The Starhill Gallery
- 華氏88廣場
- 樂天廣場
- 金河廣場 Plaza Sungei Wang
- 燕美廣場 Imbi Plaza
- 劉蝶廣場
- 成功廣場 Plaza Berjaya
- 成功時代廣場

酒店（僅列出部分）：
- 麗池卡爾登酒店 Ritz Carlton
- JW萬豪酒店
- 威斯汀酒店
- 王子大酒店 Prince Hotel
- 成功時代廣場酒店 Berjaya Times Square Hotel
- 千禧大酒店 Grand Millenium Hotel

景點：
- 亞羅街 Jalan Alor
- 章卡武吉免登  Changkat Bukit Bintang
- 成功時代廣場室內遊樂園 Berjaya Times Square Indoor Park

### 城中城
購物中心：
- 陽光廣場 Suria KLCC
- Avenue K商場 Avenue K

酒店（僅列出部分）：
- 東方文華酒店 Mandarin Oriental Hotel
- 洲際酒店 Intercontinental Hotel
- 希爾頓雙樹酒店 Doubletree by Hilton
- 君悅酒店 Grand Hyatt Hotel
- 香格里拉盛貿酒店 Traders Hotel

景點和重要設施：
- 吉隆坡城中城公園 KLCC Park
- 吉隆坡城中城會展中心 Kuala Lumpur Convention Centre
- 吉隆坡城中城水族館 Aquarium KLCC
- 馬來西亞國油管弦樂廳 Petronas Filharmonik Hall
- 國油科學探索中心  Petrosains, The Discovery Centre
- 國油藝廊 Petronas Gallery
- 比南利街 Jalan P.Ramlee
- 馬來西亞旅遊諮詢中心 Malaysia Tourism Centre

## 外部連結
- BBKLCC官方網站 （页面存档备份，存于）